# Крест «За Степной поход»
Крест «За Степной поход» (Степно́й крест) — награда, учреждённая Донским Войсковым Кругом 26 апреля 1919 года по инициативе походного атамана генерала Петра Харитоновича Попова.

## Описание знака
Знак отличия представляет собой небольшой четырёхконечный крест с лицевой стороной полукруглого профиля, без надписей. Оборотная сторона плоская, с выгравированными номером знака и надписями: «ЗА / СТЕПНОЙ ПОХОДЪ / 1918», «12/II — 5/V». Крест носился на Георгиевской ленте на левой стороне груди.
Согласно французскому фалеристу П. В. Пашкову и справочнику «Культурные ценности» ВНИИ МВД РФ, крест изготавливался из железа. Российский эксперт-криминалист и фалерист А. И. Рудиченко считает эту информацию ошибочной, ссылаясь на исследование коллекционных экземпляров и официальную публикацию правления Всевеликого Войска Донского в газете «Донские ведомости» от 4 (17) июня 1919 года, которая указывает, что вручаемые участникам Степного Похода кресты были изготовлены из воронёного серебра.
Другой российский фалерист, М. С. Селиванов, описал 6 разновидностей Степного креста, различающиеся материалом, местом изготовления и размером: 
- серебро оксидированное, размер 32,5 х 28 мм. Место изготовления — Новочеркасск.
- бронза посеребренная оксидированная, размер 33,5 х 30 мм. Место изготовления — Новочеркасск.
- серебро оксидированное, размер 35 х 32 мм. Место изготовления — Новочеркасск.
- серебро, размер 37 х 33 мм. Место изготовления — Берлин.
- серебро, эмаль, размер 38,5 х 34 мм. Место изготовления — Югославия.
- миниатюрный. Серебро оксидированное, размер 17 х 11,5 мм. Место изготовления — Новочеркасск[5].

Однако, по мнению Рудниченко, не все они являются аутентичными.

## Награждения
Крестом награждались все участники Степного похода под командованием генерала Попова. К июню 1919 года в Новочеркасске было изготовлено 1560 экземпляров знака.  
Крест за № 1 был поднесен генералу П. Х. Попову на торжественном собрании, посвящённом этому событию, председателем Войскового Круга В. А. Харламовым. Дальнейшее право на вручение знака было передано Союзу партизан-степняков под председательством полковника С. С. Кармышева.
В газете «Донские Ведомости» за 4 (17) июня 1919 г. в разделе «хроника» было помещено следующее сообщение о выдаче Степных крестов:

В канцелярии Союза Партизан-Степняков (Московская ул. Д.12) выдаётся участникам Степного похода знак отличия - серебряный, вороненый крест на Георгиевской ленте. Для получения необходимо предъявить удостоверение о пребывании в рядах партизан-степняков. Цена знака - 50 руб.

Число лиц, фактически получивших Степной крест, различается в источниках. Председатель Объединения партизан-степняков есаул А. П. Падалкин в статье «Донские партизанские отряды» (журнал «Родимый край» Париж, 1964 г.) указывает, что за получением Степного креста в Союз партизан-степняков явилось 610 человек, в другой статье Падалкина, опубликованной в 1969 г. в том же журнале, сказано, что с 23 апреля 1919 г. по март 1920 г. крест «За Степной поход» получило 1236 человек. По мнению участника похода полковника С. С. Кармышева, опубликованному в 1964 г. в журнале «Родимый Край», было выдано 1100 номерных наград. В ГАРФ есть список награждённых Степным крестом, в котором значится 639 фамилий с указанием номера полученной награды.